# Multispektral
Als multispektrale Bilddaten werden in der Fernerkundung Datensätze bezeichnet, die aus mehreren Spektralkanälen zusammengesetzt sind. Die Aufnahme erfolgt mit sogenannten Multispektralkameras.
Multispektraldaten enthalten also Informationen über reflektierte oder emittierte elektromagnetische Strahlung unterschiedlicher Wellenlängen. Das einfachste Beispiel multispektraler Daten ist ein digitales Farbfoto, das Informationen über rotes, grünes und blaues Licht enthält. Die Bezeichnung Multispektralkamera wird aber vor allem für Sensoren benutzt, die grünes, rotes und nahes infrarotes Licht für wissenschaftliche Zwecke aufnehmen. Diese Fernerkundungsdaten können außerdem mittelinfrarote sowie teilweise thermalinfrarote Wellenlängen enthalten.
Beispiele für Fernerkundungssatelliten mit multispektralen Sensoren sind Landsat, Spot und ASTER. Am bekanntesten ist im deutschsprachigen Raum die in der DDR entwickelte Kamera MKF 6; weitere Beispiele sind die HRSC und die WAOSS.

## Abgrenzung
Sensoren, die über sehr viele, enge, kontinuierliche Spektralkanäle verfügen, werden als Hyperspektralsensoren bezeichnet; solche, die nur Licht eines einzigen Wellenlängenbereichs aufnehmen, je nach Breite des Bereichs als mono- oder panchromatisch.

## Wissenschaftliche und kommerzielle Anwendungen

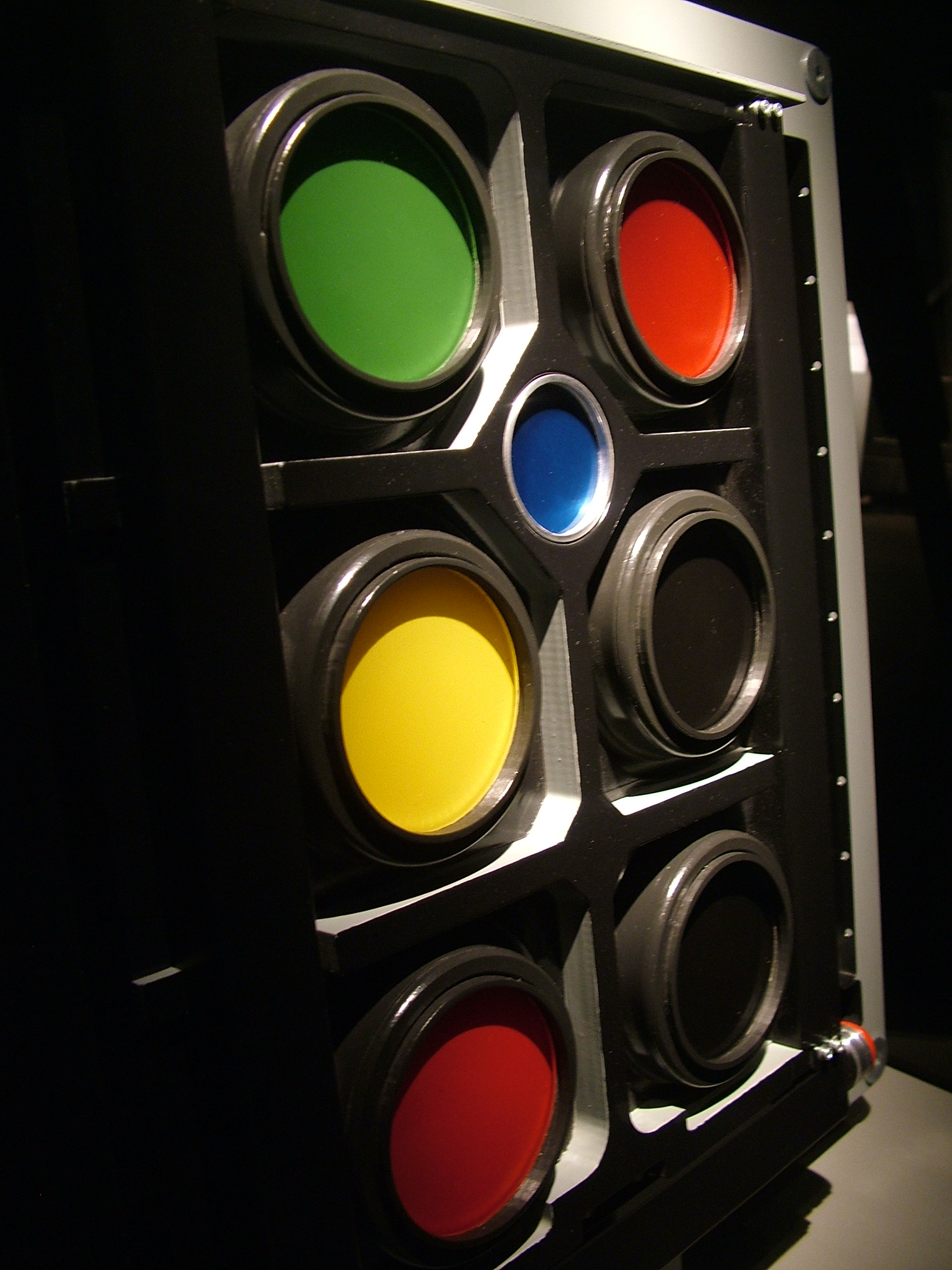
MKF 6, Multispektralkamera der DDR für 70-mm-Film

Aufgrund der gegenüber der herkömmlichen Digitalfotografie erhöhten Zahl der spektralen Kanäle ergeben sich unter anderem in der professionellen Fotografie eine Reihe von Anwendungsfeldern für die Multispektraltechnik. Sind die spektralen Kanäle in geeigneter Weise im sichtbaren Bereich des elektromagnetischen Spektrums angeordnet, so lassen sich aus den Sensorsignalen die Spektren der aufgenommenen Objekte mathematisch rekonstruieren. Dies ist ein großer Vorteil gegenüber der konventionellen Digitalfotografie, die nur drei Kanäle zur Verfügung stellt. Aus den in jedem Bildpunkt bekannten Spektren kann das Aussehen des aufgenommenen Objekts unter einer beliebigen Lichtart mit sehr hoher Genauigkeit berechnet werden. Durch ihre Farbechtheit ist die multispektrale Aufnahmetechnik damit der herkömmlichen Digitalfotografie deutlich überlegen.
In der Astrofotografie werden nur selten direkte Farbaufnahmen hergestellt, sondern zunehmend durch multispektrale Aufnahmen ersetzt, die durch Überlagerung gefilterter Himmelsaufnahmen in 3 oder 4 Farbbereichen gewonnen werden. Bei der Trichromie werden Farbfilter in Rot, Grün und Blau verwendet.